# Гниле (Понировський район)
Гниле (рос. Гнилое) — присілок в Понировському районі Курської області Російської Федерації.
Населення становить 137 осіб. Входить до складу муніципального утворення Верхньо-Смородинська сільрада.

## Історія
Населений пункт розташований на території українського етнічного та культурного краю Східна Слобожанщина.
Від 2004 року входить до складу муніципального утворення Верхньо-Смородинська сільрада.

## Населення
| 2010 |
| ---- |
| 137  |